# Passo Cinque Croci
Il passo Cinque Croci (2.016 m) è un valico alpino a sud della catena del Lagorai, fra la Cima Lagorai e la Cima d'Asta. Dal versante sud-occidentale si raggiunge, attraverso la Val Campelle, la Valsugana mentre da quello nord-orientale, tramite l'ampio giro della Valle del Vanoi, si arriva agli abitati di Caoria e Canal San Bovo.
Il passo è in buona parte sterrato e chiuso al traffico automobilistico da entrambi i versanti: è perciò transitabile solo in bicicletta o a piedi.
È chiamato così perché vi convergono i territori di cinque pascoli (Valcion, Socede, Valsorda, Cengello e Consèria) appartenenti rispettivamente ai quattro comuni di Pieve Tesino (i primi due), Castello Tesino, Cinte Tesino e Scurelle.